# Peucedanum hispanicum
Peucedanum hispanicum es una especie de planta herbácea  perteneciente a la familia Apiaceae. 

## Descripción
Es una planta perenne. Con rizoma de 6-10 mm de diámetro, ramificado, con un eje principal, horizontal, más grueso, y con otras ramificaciones secundarias, verticales. Cepa recubierta por los restos secos de vainas de las hojas basales. Tallo 70-130(150) cm de altura, cilíndrico, hasta de 12 mm de diámetro, sólido, finamente estriado, glabro, verdoso-blanquecino, ramificado en la mitad superior. Hojas basales hasta de 35-45 × 16-20 cm, con limbo hasta de 20 × 20 cm, más de 2 veces más corto que el pecíolo, triangular o pentagonal, tripartido –a veces con el segmento terminal trisecto– o 1 vez pinnatisecto, con divisiones primarias sentadas, con divisiones de último orden de 3-11 × 1,5-6 cm, cerca de 2 veces más largas que anchas, oval-lanceoladas, con el borde en ocasiones hendido y margen irregularmente aserrado –dientes apiculados–, pecíolo 20-30 cm, finamente estriado, glabro, ensanchado en vaina en la base; hojas inferiores y medias hasta de 38 × 20 cm, con limbo de contorno triangular, 1 vez pinnatisectas, con 2 pares de segmentos, los del par último con frecuencia unidos al apical; hojas superiores más pequeñas que las medias y con dientes de los lóbulos, con frecuencia, de mayor tamaño que los de las hojas medias e inferiores, pecíolo íntegramente ensanchado en vaina. Las inflorescencias en umbelas con 15-40 radios de 10-35 mm en la floración y de 20-60 mm en la frutificación, escábridos en los nervios. Brácteas 0-1, de 8-10 mm, lineares, con un finísimo reborde más claro que el resto. Umbélulas con 35-40 flores, con radios densamente recubiertos de tricomas espinuloso-papilosos. Bractéolas 0-1, cortas, lineares. Cáliz con dientes minúsculos, anchamente triangulares. Pétalos c. 1 × 0,8 mm, ovales, emarginados, blancos, con el nervio central amarillento. Estilopodio corto, anchamente cónico; estilos divergentes, filiformes, generalmente blanquecinos, rematados en estigma corto algo más grueso que el estilo. Frutos 5,5-6 × 4,5-4,6 mm, de contorno elíptico, emarginados en el ápice y la base; ala más ancha que el resto del mericarpo y éste con 3 costillas bien marcadas, casi rectas, blanquecinas; ala de más de 1,5 mm de anchura, fina. Tiene un número de cromosoma de 2n = 22.

## Distribución y hábitat
Se encuentra en bordes de cursos de agua y de acequias, en suelos generalmente removidos y con mucha humedad, en substratos calizos; a una altitud de  0-1850 metros en la península ibérica, Gran Atlas (Marruecos) y Argelia occidental. Este de Cataluña, sur del Sistema Ibérico y montañas béticas.

## Taxonomía
Peucedanum hispanicum fue descrita por   Endl. ex Walp. y publicado en Repert. Bot. Syst. 2: 411 (1843)
Sinonimia
- Imperatoria aragonica Pourr.
- Imperatoria hispanica Boiss.[4]

## Nombre común
- Castellano: apio del huerto, hierba gitana, hierba imperial, imperial de Granada, parasol imperial, pelitre.[4]